# Zdenka Badovinac
Zdenka Badovinac, slovenska umetnostna zgodovinarka, kustosinja in avtorica, * 1958, Novo mesto.
Badovinac se v svojem delu ukvarja s historiziranjem vzhodnoevropske umetnosti in umeščeno institucionalnostjo. Koncipirala je tudi prvo vzhodnoevropsko umetniško zbirko Arteast 2000+ v Moderni galeriji v Ljubljani.
V letih 1993 do 2020 je bila direktorica Moderna galerije v Ljubljani, ki jo od leta 2011 sestavljata dve lokaciji: "stara" Moderna galerija in Muzej sodobne umetnosti Metelkova. Leta 2022 je bila imenovana za direktorico Muzeja sodobne umetnosti v Zagrebu. S tega položaja je odstopila septembra 2023 »iz osebnih razlogov«.
Trenutno dela kot neodvisna kustosinja, avtorica in mednarodna svetovalka.
Na evropskih volitvah 2024 je kandidirala na petem mestu liste stranke Levica. Stranki ni uspel preboj v Evropski parlament, Badovinac pa je dobila 404 preferenčne glasove volivcev.

## Novejše razstave
Njene novejše razstave so: 
- NSK od Kapitala do kapitala: Neue Slowenische Kunst – Dogodek zadnjega desetletja Jugoslavije, Moderna galerija, 2015 (potovala v muzej Van Abbe, Eindhoven, (2016), Muzej sodobne umetnosti Garage, Moskva (2016) in Museo Reina Sofía Madrid (2017))
- Državni paviljon NSK, 5. beneški bienale, 2017, sokurirala s  Charlesom Eschejem
- Dediščina 1989. Študijski primer: druga razstava Jugoslovanski dokumenti, Modena galerija, Ljubljana, 2017, sokustosinja Bojana Piškur
- Mesta trajnosti, paviljoni, manifesti in kripte, Hello World. Revising a Collection, Hamburger Bahnhof – Museum für Gegenwart – Berlin, 2017
- Nebeška bitja: Niti človek niti žival, Muzej sodobne umetnosti Metelkova, Ljubljana, sokustosinja Bojana Piškur, 2018
- Bigger Than Myself: Heroic Voices from Ex-Yugoslavia, MAXXI, Rim. (2020)
- Sanja Iveković, Works of Heart (1974-2022), Kunsthalle, Dunaj, (2022)

## Knjige
Njeni najnovejši knjigi sta Unnanounced Voices: Curatorial Practice and Changing Institutions (Sternberg Press / Thoughts on Curating), 2022 in Comradeship: Curating, Art, and Politics in Post-Socialist Europe (Independent Curators International (ICI), New York, 2019).

## Organizacije
- Ustanovna članica L'Internationale, konfederacije sedmih institucij moderne in sodobne evropske umetnosti.

- Predsednica Mednarodnega odbora za muzeje in zbirke moderne umetnosti CIMAM, 2010–13.

## Nagrade in priznanja
- 2005: Valvasorjevo priznanje za razstavni projekt 7 grehov: Ljubljana – Moskva (Moderna galerija v Ljubljani; kot del ekipe)[7]